# Zagorje (rejon bieżanicki)
Zagorje (ros. Загорье) – wieś (ros. деревня, trb. dieriewnia) w zachodniej Rosji, w osiedlu wiejskim Czichaczowskoje rejonu bieżanickiego w obwodzie pskowskim.

## Geografia
Miejscowość położona jest w pobliżu rzeki Dieriewka, 25,5 km od centrum administracyjnego osiedla wiejskiego (Aszewo), 28 km od centrum administracyjnego rejonu (Bieżanice), 115 km od stolicy obwodu (Psków).

## Demografia
W 2010 r. miejscowość zamieszkiwała 1 osoba.